# Harry & Sonja
Harry & Sonja är en svensk komedifilm från 1996 med regi och manus av Björn Runge. Filmen vars hans debut som långfilmsregissör och i huvudrollerna ses Stellan Skarsgård och Viveka Seldahl.

## Om filmen
Inspelningen ägde rum i Askim i Göteborg mellan den 8 maj och 30 juni 1994. Producent var Lars Jönsson och fotograf Ulf Brantås. Musiken komponerades av Freddie Wadling och klippare var Lena Dahlberg. Filmen premiärvisades den 9 februari 1996 på ett flertal biografer runt om i Sverige. Den gavs ut på video 1996 och DVD 2005 och har även visats av Sveriges Television 1998 och 2001.
Filmen fick ett blandat mottagande hos kritikerna. De flesta berömde Runge för hans regi, men kritiserade honom för hans manus, som de ansåg vara bristfälligt.

## Handling
Harry arbetar som frisör på ett mentalsjukhus. Patienterna älskar honom men chefen hatar honom och till slut får han sparken. Harry bor tillsammans med Anna och deras sju barn. En sommar stöter han på en rad märkliga karaktärer, däribland Sonja som blir hans älskarinna.

## Rollista
- Stellan Skarsgård	– Harry Olsson, mentalvårdspatientfrisör
- Viveka Seldahl – Sonja Ljungqvist, städerska
- Sten Ljunggren – Walter Ljungqvist, legosoldat, Sonjas make
- Bergljót Árnadóttir – Anna, Harrys sambo
- Per Oscarsson – pappan
- Regina Lund – Sonja 2, badvakt och blivande plastikkirurg
- Eivin Dahlgren – Jesper Olsson, porrbutiksägare, Harrys bror
- Weiron Holmberg – Harrys chef
- Evert Lindkvist – Sonjas chef
- Micha Gabay – Carlos Gardel
- Shanti Roney – Jonathan
- Dejan Sabadjija – Rainer Olsson, Jespers son
- Robert Jonsvik – Annas pappa
- Freddie Wadling – Morgan
- Christian Fiedler	– Sören
- Inga Edwards – Ewa
- Michaela Hennig – Tove
- Anders Lönnbro – krigskompis 1
- Göran Forsmark – krigskompis 2
- Håkan Klamas – krigskompis 3
- Anja Pauser – Moa, Harrys dotter
- Maja Ringstad	– Agnes, Harrys dotter
- Elsa Rosengren – Anja, Harrys dotter
- Linda Dahl – Maria, Harrys dotter
- Stellan Runge	– Viktor, Harrys son
- August Runge – Ivar, Harrys son
- Minka Jakersson – Jonathans flickvän
- Viktor Friberg – Greger Olsson
- Kim Lantz	– pappans kompis
- Cristel Olsson-Lindstrand – Kerstin, prostituerad
- Katarina Bengtson – Anna, patient
- Michael Lloyd	– mannen med trumpeten
- Yvonne Schaloske – festdeltagare
- Janne Ericson	– vårdaren
- Peter Parkrud – polis 1
- Kerstin Hellström – polis 2
- Claudio Garay	– gitarrist 1
- Jorge Alcaide	– gitarrist 2
- Mirja Burlin – faderns nya flickvän
- Felix Nordqvist	festdeltagare